# Postigo del Aceite (Sevilla)

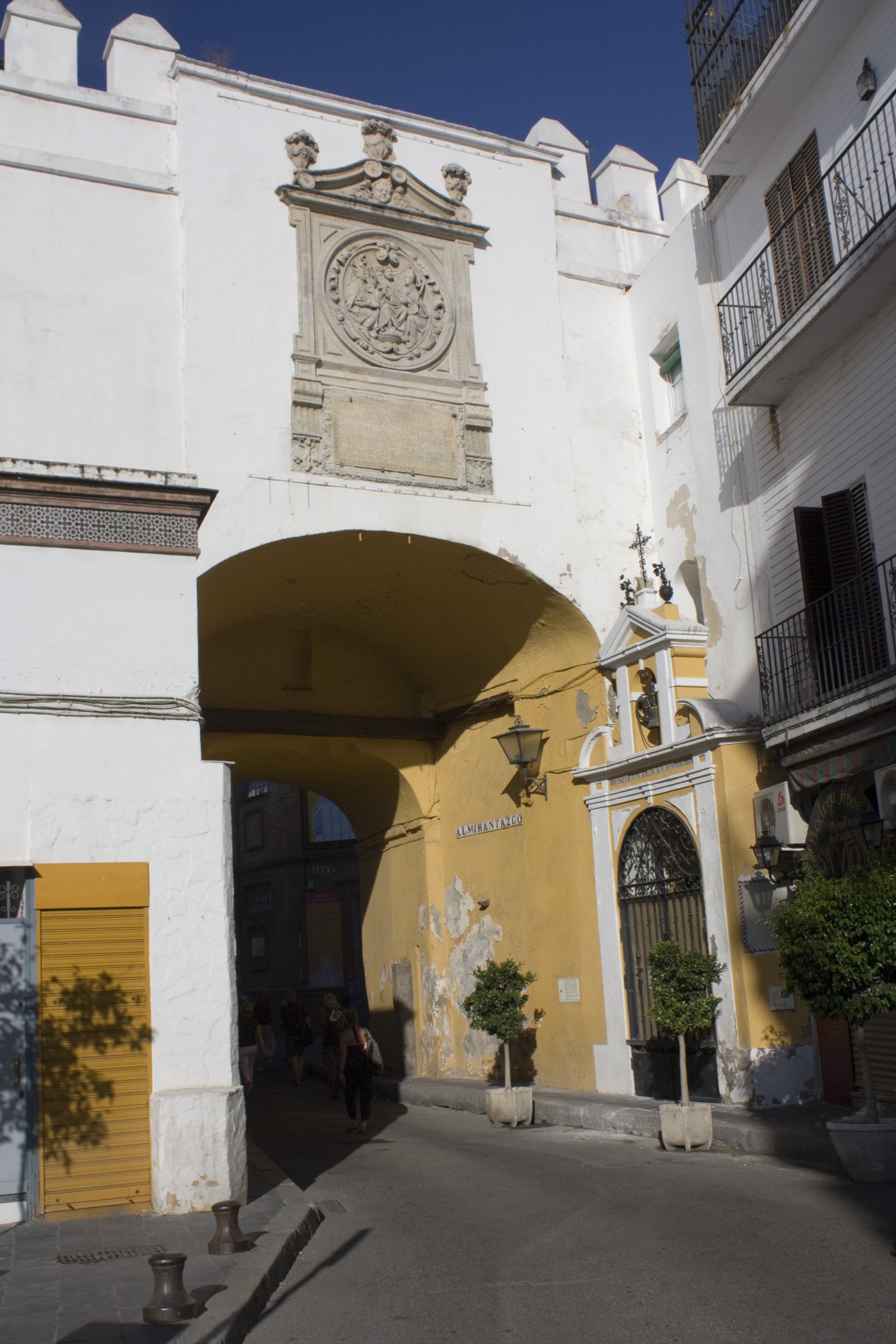
Imagen del postigo en la actualidad.

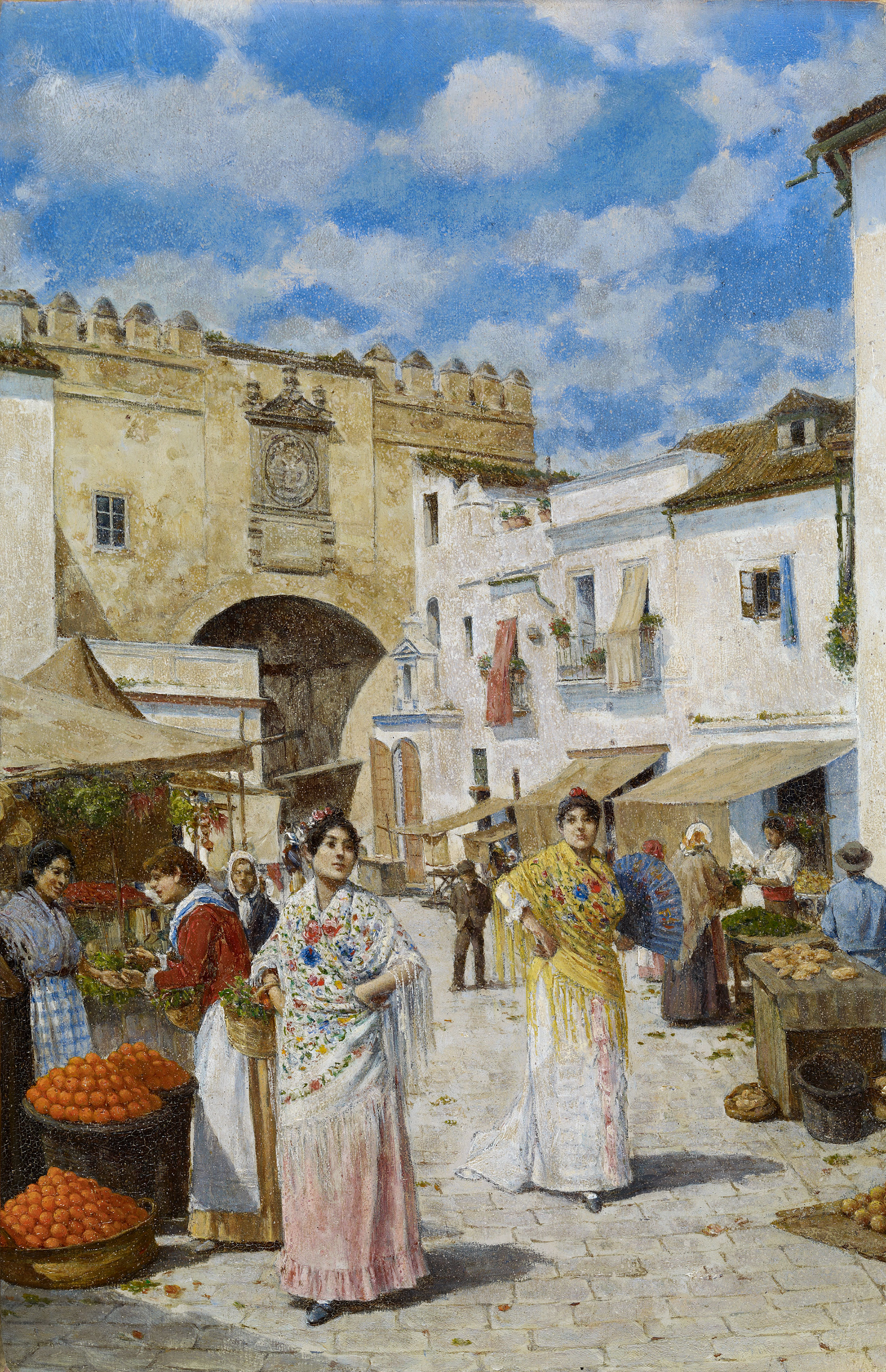
Mercado junto al postigo en una obra de Joaquín Turina en 1907 (Museo Thyssen de Málaga).

El Postigo del Aceite, conocido en tiempos musulmanes como bab al-Qatay, es junto con la puerta de la Macarena y la Puerta de Córdoba los tres únicos accesos que se conservan en la actualidad, aunque transformados, de los que tuvieron las murallas de Sevilla, Andalucía, España. 
Está situado en la antigua zona del Puerto de Indias, junto al edificio de Correos, en el barrio del Arenal de Sevilla, entre la calle Dos de Mayo y la calle Almirantazgo, lindando con las Reales Atarazanas de Sevilla.

## Historia
Fue construido en el año 1107, en tiempos de Ben Yusuf. Reformado en 1572-1573 por el arquitecto Benvenuto Tortello, bajo el mandato del Francisco Zapata y Cisneros, I conde de Barajas, que entonces ejercía el cargo de alcalde de la ciudad, añadiéndose el escudo de la ciudad realizado por Juan Bautista Vázquez el Viejo. 
Su nombre se debe a que fue el lugar por donde entraba el aceite a la ciudad. En el siglo XVIII se construyó en su costado derecho una pequeña capilla donde hay una imagen de una Inmaculada Concepción anónima del siglo XVIII, conocida popularmente como "la Pura y Limpia"
En el siglo XII, durante el periodo almohade, era conocida como Bad al-Qatay o Puerta de los Barcos, ya que daba acceso a la zona del Arenal, donde se ubicaba el espacio portuario; más adelante consta en algunas fuentes como puerta de la Alhóndiga, puerta del Aceite o puerta de la Aceituna.
originalmente fue una puerta de recodo, estructura encontrada en la excavación arqueológica en las Atarazanas.
Por el entorno arquitectónico y la estrechez, es uno de los puntos favoritos de los cofrades para ver pasar las Hermandades de la Semana Santa de Sevilla.

## Costalero del Postigo
El Lunes Santo del año 1999 es tristemente recordado por haber sucedido en el arco el fallecimiento del costalero Juan Carlos Montes ocurrido al grito de ¡Al cielo con Él!